# Iglesia de Santa María de Talló

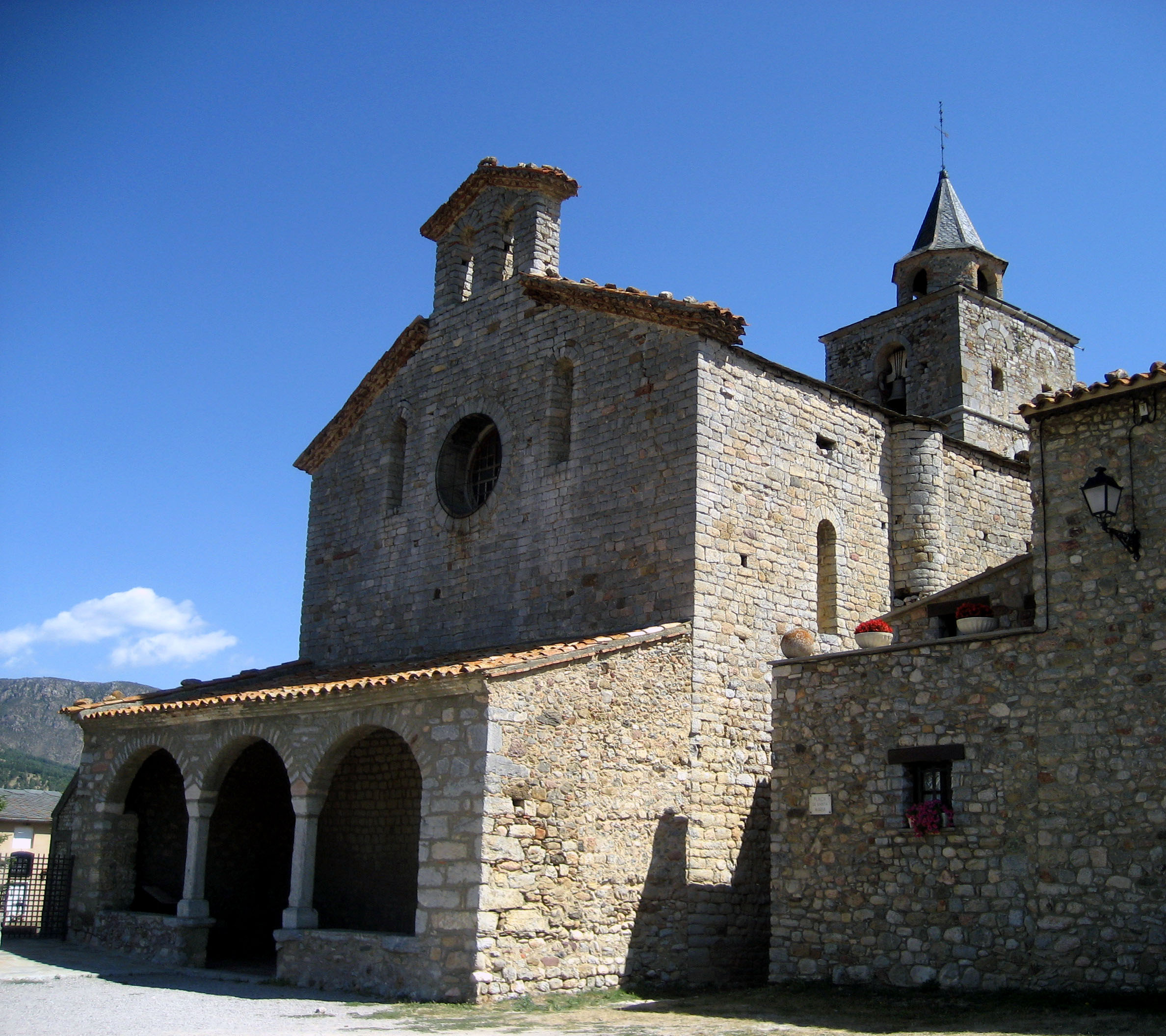
Fachada de Santa María de Talló.

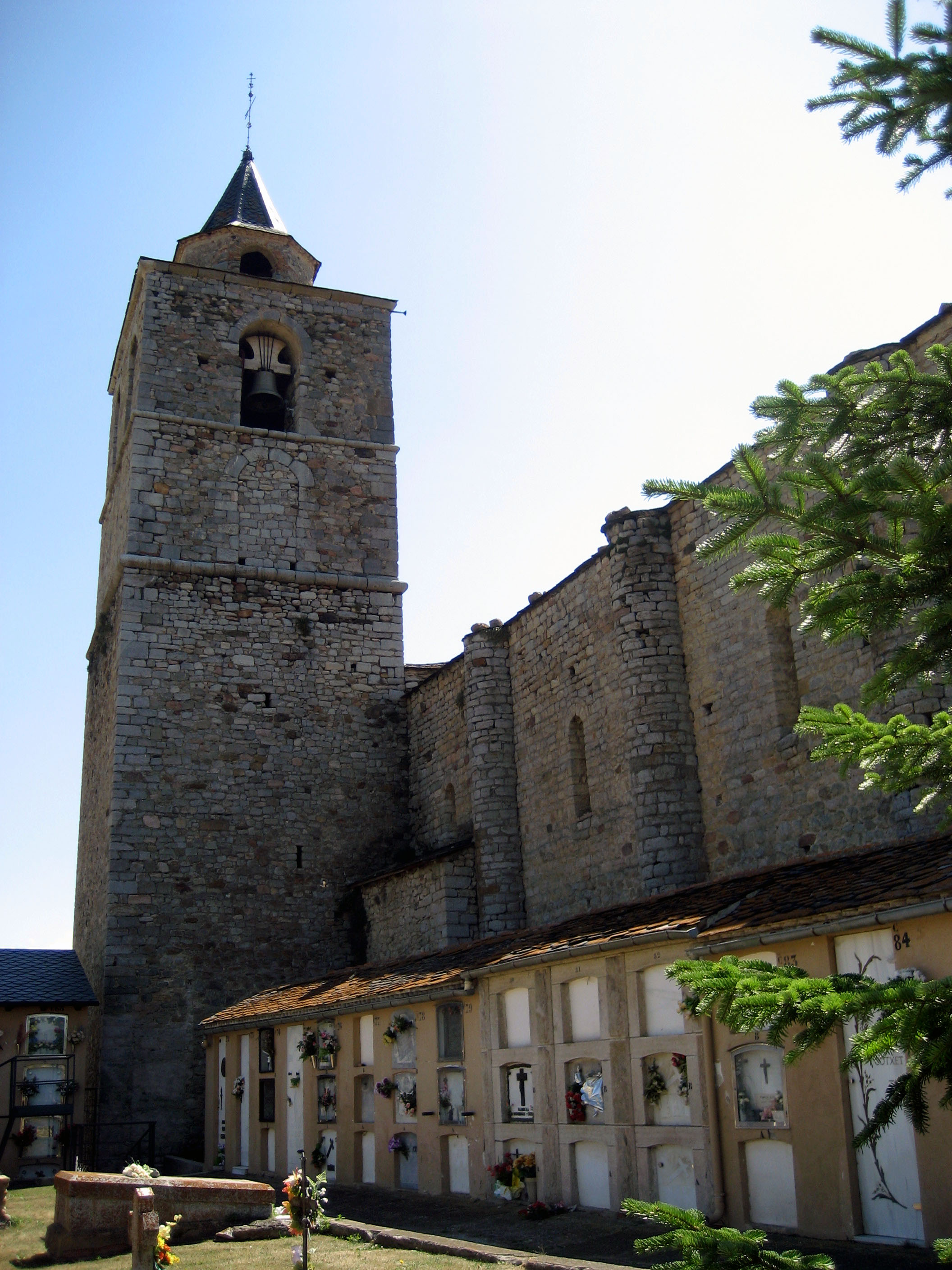
Campanario y fachada lateral con el cementerio.

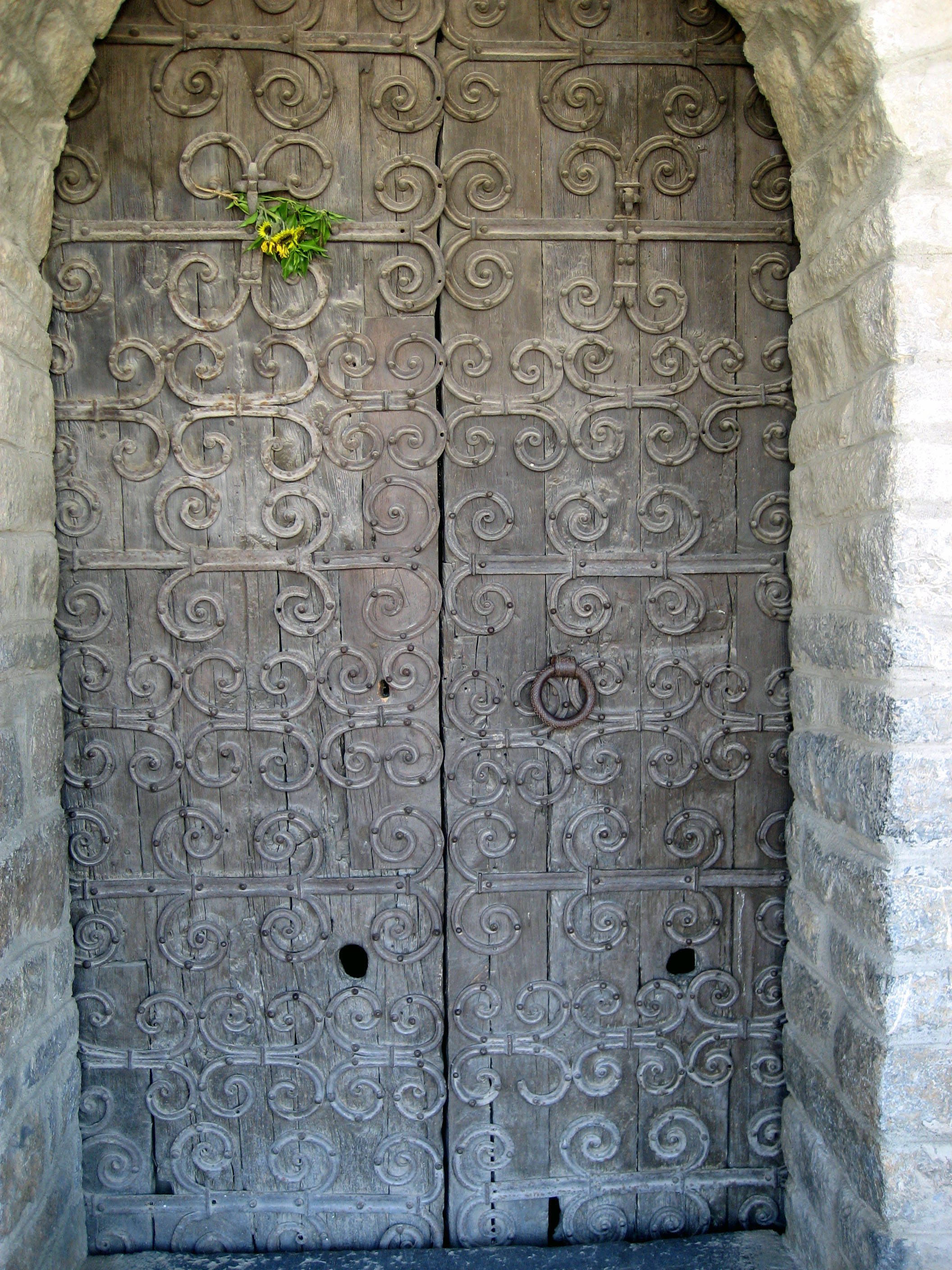
Puerta con el herraje románico.

La iglesia de Santa María de Talló, se encuentra cerca de Bellver de Cerdaña en la ribera izquierda del río Segre dentro de la comarca catalana de la  Baja Cerdaña. Conocida antiguamente con el nombre de Santa María Cabanaria (se cree por las numerosas cabañas de pastores que había por los alrededores). A partir del año 1842 es Santuario y fue declarado en 1993 bien de interés cultural.

## Historia
Como canónica ya existía en el año 891, pues estaban presentes su arcediano con clérigos en la consagración de la iglesia de Sant Andreu de Baltarga. En el siglo X el obispo Sisebut la donó a la iglesia de Seo de Urgel. La comunidad se trasladó a vivir a Bellver desde el siglo XVI, tenía entonces el título de

Venerable Comunidad de señores canonges y clérigos de Santa María de Talló y de San Jaime de la Vila de Bellver.

Por este alejamiento de sus monjes y por las ocupaciones francesas entró en decadencia el culto en Santa María.

## Edificio
La planta de la nave es más ancha en la entrada que en la cabecera que está acabada con un ábside con cubierta de bóveda de cañón de medio punto. La planta está dividida en cuatro partes pòr arcos torales. A la derecha del ábside está la puerta de la sacristía y en la parte izquierda la entrada al campanario de 22 metros de altura , tanto este como la sacristía fueron añadidos en el siglo XVII.
En el templo se encontraba la imagen de Santa María de Talló, una talla policromada de la Virgen con Niño, de 90 centímetros, datada de finales del siglo XII o principios del siglo XII, actualmente se venera en la parroquia de Bellver de Cerdaña.

## Exterior
La fachada principal con una gran entrada conserva el herraje original, sobre ella en su centro se encuentra un óculo y dos ventanas estrechas, se remata con una espadaña pequeña de dos huecos.
En el ábside se observa un friso de arcos ciegos sostenidos por ménsulas en forma triangular. Su construcción se data de mediados del siglo XI.